# Пеналва-ду-Каштелу
Пена́лва-ду-Каште́лу (порт. Penalva do Castelo; МФА: [pɨ.ˈnaɫ.vɐ du kɐʃ.ˈte.ɫu], Пина́лва-ду-Каште́лу, «Піна́лва-Замкова») — муніципалітет і містечко в Португалії, в окрузі Візеу. Розташований у центрально-північній частині країни, на теренах історичної португальської провінції Бейра. Належить до Візеуської діоцезії Католицької церкви в Португалії. Права міського самоврядування має з 1240 року. Поділяється на 11 парафій. За адміністративним поділом, чинним до 1976 року, був складовою провінції Верхня Бейра. Площа муніципалітету — 134,34 км², населення муніципалітету — 7956 ос. (2011); густота населення — 59,22 осіб/км²
. Патрон — святий Генезій. Святковий день муніципалітету — 25 серпня. Поштовий індекс — 3550.  Код місцевої адміністративної одиниці — 1811. Складова статистичного регіону Північ.

## Назва
- Пеналва-ду-Каштелу (порт. Penalva do Castelo, стара орфографія: порт. Penalva do Castello) — сучасна португальська назва.

## Географія
Пеналва-ду-Каштелу розташована в центрі Португалії, на південному сході округу Візеу.
Пеналва-ду-Каштелу межує на півночі з муніципалітетом Сатан, на північному сході — з муніципалітетом Агіар-да-Бейра, на сході — з муніципалітетом Форнуш-де-Алгодреш, на півдні — з муніципалітетом Мангуалде, на заході — з муніципалітетом Візеу.

## Історія
1240 року португальський король Саншу II надав Пеналві-ду-Каштелу форал, яким визнав за поселенням статус містечка та муніципальні самоврядні права.

## Населення
| Кількість мешканців | Кількість мешканців | Кількість мешканців | Кількість мешканців | Кількість мешканців | Кількість мешканців | Кількість мешканців | Кількість мешканців | Кількість мешканців | Кількість мешканців | Кількість мешканців | Кількість мешканців | Кількість мешканців | Кількість мешканців | Кількість мешканців |
| ------------------- | ------------------- | ------------------- | ------------------- | ------------------- | ------------------- | ------------------- | ------------------- | ------------------- | ------------------- | ------------------- | ------------------- | ------------------- | ------------------- | ------------------- |
| 1864                | 1878                | 1890                | 1900                | 1911                | 1920                | 1930                | 1940                | 1950                | 1960                | 1970                | 1981                | 1991                | 2001                | 2011                |
| 11 710              | 12 810              | 13 252              | 13 742              | 14 042              | 13 185              | 13 404              | 14 267              | 15 028              | 13 686              | 11 045              | 10 172              | 9 166               | 9 019               | 7 956               |